# Yamaha YZF 750

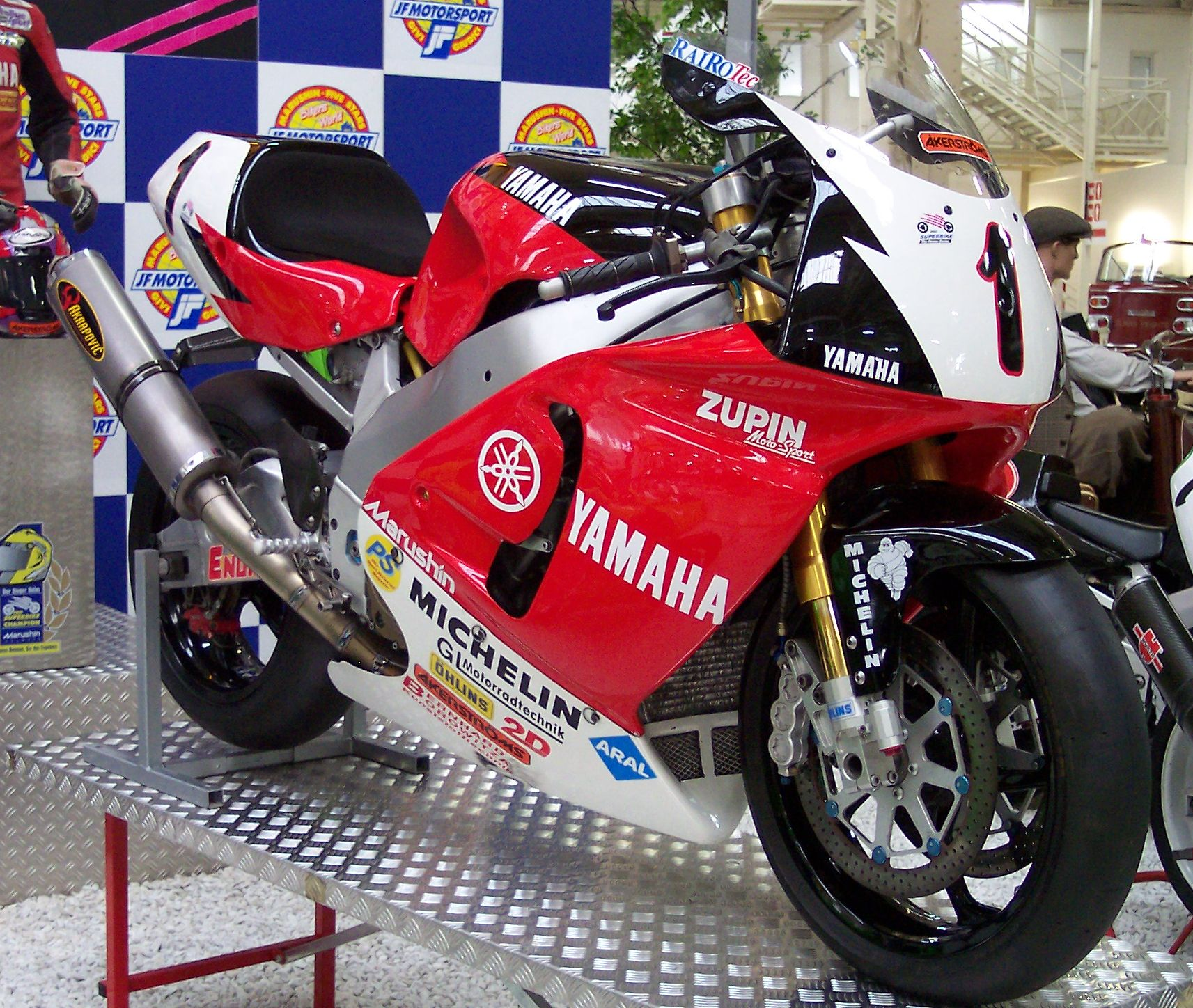
Yamaha YZF 750 SP

Die Yamaha YZF 750 ist ein Supersport-Motorrad des japanischen Fahrzeugherstellers Yamaha Motor. Sie wurde von 1993 bis 1998 hergestellt. 1999 wurde sie von der Yamaha YZF-R7 abgelöst.

## Geschichte
Die Yamaha YZF 750 kam 1993 als Nachfolgemodell der Yamaha FZR 750 R OW 01 auf den Markt. Die YZF 750 wurde in zwei Varianten angeboten, in der nicht limitierten Variante YZF 750 R und in der nur in limitierter Stückzahl hergestellten YZF 750 SP. Das Kürzel SP bedeutet Sport Production und weist darauf hin, dass es das Homologationsmodell für den Rennsport ist. Eingesetzt wurde die SP in der Superbike-WM, in der FIM Endurance World Championship, beim 8-Stunden-Rennen von Suzuka und bei Straßenrennen wie der Tourist Trophy auf der Isle of Man. Der Neupreis betrug 1996 für die YZF 750 R 19.590 DM und 24.690 DM für die YZF 750 SP.

## Technik

### Motor
Die Yamaha YZF 750 hatte einen wassergekühlten, 749 cm³ großen Reihenvierzylindermotor. Er entsprach in seinem Grundaufbau dem der Vorgängerin OW01, hatte jedoch keine teuren Rennteile wie zum Beispiel Titanpleuel. Wie die OW01 hatte der Motor zwei obenliegende Nockenwellen (DOHC), eine mittig angeordnete Steuerkette und 5 Ventile pro Brennraum, 3 Einlass- und 2 Auslassventile. Es wurde auch die elektronisch gesteuerte Exup-Auslasswalze im Auspuff aus der OW01 übernommen. Sie sollte für eine gleichmäßige Leistungsentfaltung des Motors sorgen. Der Motor der SP-Version unterscheidet sich vom Motor der R-Version durch Flachschiebervergaser mit 39 mm Durchmesser, die R hat Gleichdruckvergaser mit 38 mm Durchmesser, und durch eine geänderte Getriebeübersetzung mit einem länger übersetzen 1. Gang. Die Yamaha YZF 750 wurde in Deutschland ausschließlich in der gedrosselten Version mit 98 PS angeboten. In der offenen Version hatte sie 118 PS.

### Fahrwerk
Das Fahrwerk bestand aus einem Aluminium-Brückenrahmen und einer Zweiarm-Hinterradschwinge mit geschweißten Oberzügen, die ebenfalls aus Aluminium bestand. Das Vorderrad wurde von einer 41 mm starken Upside-Down-Gabel von Kayaba geführt. Die Hinterradschwinge hatte ein Zentralfederbein, das für die R-Version von Kayaba und für die SP-Version von Öhlins geliefert wurde. Gabel und Federbein waren ab Modelljahr 1995 voll einstellbar in Federbasis, Zug- und Druckstufendämpfung. Die SP hatte zudem ab 1995 einen verstellbaren Schwingendrehpunkt und ein geschraubtes Rahmenheck.

## Technische Daten
- Motor

- Bauart: Flüssigkeitsgekühlter Vierzylinder-Viertakt-Motor mit zwei obenliegenden Nockenwellen, 20 Ventile
- Hubraum: 749 cm³
- Bohrung und Hub: 72 × 46 mm
- Leistung: 72 kW / 98 PS bei 11.000/min
- Drehmoment: 71,1 Nm bei 9000/min
- Leerlaufdrehzahl: 1300/min
- Schmiersystem: Nasssumpfschmierung

- Kraftstoffsystem

- Gemischbildung: 4 Mikuni Gleichdruckvergaser
- Durchlass: 38 mm
- Luftfilter: Papierfilter
- Tankinhalt: 19 Liter (inklusive 3,5 Liter Reserve mit Warnanzeige)

- Elektrik

- Zündsystem: kontaktlose Zündanlage
- Anlasser: Elektrostarter
- Lichtmaschinenleistung: 400 Watt
- Batterie: 12 V/ 10 Ah
- Scheinwerfer: Doppelscheinwerfer

- Antrieb

- Kupplung: Lamellenkupplung im Ölbad (hydraulisch betätigt)
- Getriebetyp: 6 Gänge klauengeschaltet

- Fahrwerk

- Radstand: 1420 mm
- Nachlauf: 108 mm
- Nachlaufwinkel: 66 Grad
- Sitzhöhe: 770 mm
- Bodenfreiheit: 130 mm
- Leergewicht: 218 kg
- Zuladung: 207 kg
- Max. zulässiges Gesamtgewicht: 425 kg
- Felgen: Aluminiumfelgen vorne und hinten mit 3-Speichen
- Felgenmaße:

- vorne: 3.50 × 17 Zoll
- hinten: 5.50 × 17 Zoll

- Bereifung:

- vorne: 120/70 ZR 17 Michelin Hi Sport TX15 (Radial)
- hinten: 180/55 ZR 17 Michelin Hi Sport TX25 (Radial)

- Reifendruck:

- vorne: 2,5 bar
- hinten: 2,9 bar

- Bremsen:

- vorne: Doppelscheibenbremse mit 289 mm Durchmesser, Sechskolben-Bremszangen
- hinten: Einscheibenbremse mit 214 mm Durchmesser, Zweikolben-Bremszange

- Rahmen: Brückenrahmen, Kastenprofil aus extrudiertem Aluminium
- Radaufhängung vorne:

- voll einstellbare Upside-down-Gabel mit 41 mm Durchmesser
- Federweg: 120 mm

- Radaufhängung hinten:

- Zwei-Arm-Schwinge mit voll einstellbarem Federbein und externem Ausgleichbehälter
- Federweg: 130 mm

## Rennerfolge
- 1993: Sieger beim Daytona 200 mit Eddie Lawson
- 1996: Sieger beim 8-Stunden-Rennen von Suzuka mit Colin Edwards / Noriyuki Haga
- 1997: Sieger beim Daytona 200 mit Scott Russell
- 1998: Sieger beim Daytona 200 mit Scott Russell